# Tujetsch
Tujetsch (tot 1976 officieel in het Duits Tavetsch; Italiaans (verouderd): Tovieggio) is een gemeente in het Zwitserse kanton Graubünden, en maakt deel uit van het district Surselva.
Tujetsch telt 1405 inwoners (31-12-2013) en is de westelijkste gemeente van Graubünden. De bron van de Voor-Rijn ligt op het grondgebied van Tujetsch. De gemeente telt elf Fraktionen, waarvan er geen Tujetsch heet. Allemaal liggen ze in het dal van de Rijn. De grootste van de nederzettingen is Sedrun.
Tujetsch is een Reto-Romaanstalige gemeente. De plaatselijke omgangstaal is het Tuatschin, een archaïsch dialect van het Surselvische Reto-Romaans. In 1980 had 75,3% van de bevolking Reto-Romaans als moedertaal.